# ザ・ハウス・オブ・ザ・デッドシリーズ
ザ・ハウス・オブ・ザ・デッドシリーズは、セガの第一研究開発本部（旧：セガAM1研）製作のガンシューティングゲームシリーズ、及びその派生作品である。略称は題名の頭文字から取った『HOD』である。

## 概要
ザ・ハウス・オブ・ザ・デッドシリーズは、セガの第一研究開発本部（3作目発売当時は開発部署が分社化されていたためワウ エンターテイメント名義）製作のガンシューティングゲームである。
派生タイトルも多く、タイピングしてゾンビを撃つ『ザ・タイピング・オブ・ザ・デッド』、ピンボールでゾンビを倒す『ザ・ピンボール・オブ・ザ・デッド』、さらに2008年にはキーワードを英訳してゾンビを倒す『ゾンビ式 英語力蘇生術 ENGLISH OF THE DEAD』も発売された。
コンシューマ版はセガより発売されているが、アーケード版の発売元は、2015年3月までと2020年4月から2024年3月までがセガ、2015年4月から2020年3月まではセガ・インタラクティブ、2024年4月以降はセガ フェイブとなっている。
開発は、AM2研が開発した『バーチャコップ』に影響されてスタートした。ディレクターを務めている小田隆志によれば、開発当初、上司はお化け屋敷系のホラーシューティングを提案していたが、小田が「子供騙しレベルでは面白くない。もっとリアルにすべきだ」と上司を説得し、ゾンビ系ホラーシューティングに決定したものの、開発当初は「バイオハザードシリーズ」が登場する以前であったため、ゾンビが登場するゲームに対して社内からは否定的な意見が多く、「ゾンビに銃を持たせろ」などといった意見もあったという。また、2012年に『ザ・ハウス・オブ・ザ・デッド 5』（仮題）を発売する予定であったが、筐体のコスト面などから発売を断念している。
2018年発売の『ハウス・オブ・ザ・デッド 〜スカーレット・ドーン〜』以外のアーケード版の修理サポートは部品調達難に伴い、2017年3月31日に終了した。

## 特徴
主観視点のホラーガンシューティングゲームで、次々と現れるゾンビ（『2』『4』最終ステージではミュータント）を撃っていく。移動はレール式であり、基本的にあらかじめ決められた場所へ自動的に移動・視点変更を行う。難易度は総じて高く、精密射撃や連射が必要となる場面も多い。
本シリーズの特徴としては、ステージ上に点在するルート分岐があり、ゾンビの襲撃を受けている人を保護する（襲いかかっているゾンビを倒す）と進行ルートが変化したり、ライフが回復する事もある。進行ルートによっては、ステージの内容以外にもボス戦の内容が変化する事もある。
難易度には16段階のランク方式を採用。ランクは一定時間経過時のライフ数が多いほど上がっていき、敵の攻撃や一般人誤射でダメージを受けると下がる。高ランクでは敵が素早く攻撃するようになったり、体力が上がり倒すのに多くの弾が必要になるが、弱点の頭部はランク補正を受けない為、頭部への射撃が重要となる。
『1』『2』での武器は6発装填のハンドガン、『III』では6発装填のセミオートショットガン、『4』『SD』では30発装填のサブマシンガンとなっている。『4』ではサブ武器として回数制限があるが高威力の手榴弾（ボタン押し）、銃を振ることで危機を脱するというアクション要素が追加された。
『2』以降はステージクリア後に命中率が新たにリザルト画面に表示されるようになり、スコアやライフ、高成績獲得に影響するようになった。
家庭用のみの『OVER KILL』では武器が多彩になり、ライフもゲージ制となった。救出するべき一般人も登場するが、誤射してもライフが減らない代わりに大幅にスコアが減点される。
ホラーガンシューティングゲームではあるが、BGMはシリーズを通して軽快かつ派手なものが多い。B級ホラー映画を意識した『OVER KILL』ではこの傾向が顕著となっている。
『1』『2』はプレイ人数に応じてゲームに登場するプレイヤーキャラクターも変わる仕様（1人プレイの場合は1人、2人プレイの場合は2人）だったため、ムービーにも1人プレイの時と2人プレイの時とで若干の違いがあったが、『III』以降はプレイ人数にかかわらずゲームには2人のプレイヤーキャラクターが登場するようになったため、ムービーは1人プレイ時でも2人プレイ時でも同じムービーとなっている。

### HODのゾンビ
HODにおけるゾンビは人間が変異したものではなく、特殊な遺伝子が組み込まれたり、機械改造などを施された人造生物（ゴールドマン曰く「人類より上位の存在」）である（研究所で生産されている）。そのため、特別な場合を除いてゾンビに殺された人物がゾンビ化することは無い他、『OVER KILL』においては、ゾンビではなく「ミュータント」と呼ばれている。

### HODのボス
シリーズの伝統として、『OVER KILL』以外のボスはマルセイユ版タロットの大アルカナに因んだ名前が付けられている。大アルカナの逆位置の意味が彼等の存在理由になっていたり、行動に表れていたりする。
『SD』までの不使用タロットカードは「No.XV The Devil」、タロットカードの小アルカナ。
ボスの戦闘開始前には弱点となる部位が表示される。最終ボスは不明、分析不能等で弱点が表示されないが、どこを撃てば良いかは判り易くなっている。

## シリーズ作品
（）内は使用するシステム基板、右は移植されたハード。
『1』では当時既に末期の基板で製作されたが、『2』から『4』までのナンバリング作は、新型基板の第一弾ゲームとしてリリースされている。アーケード版はセガ・インタラクティブ、家庭用移植版はセガゲームス（2社とも2015年3月まではセガ）より発売。
時間軸は『OVER KILL』（1991）→『1』（1998）→『2』（2000）→『4』（2003）→『4SP』（2003）→『SD』（2006）→『III』（2019）の順。『EX』は番外編的な位置づけとなっている。
シリーズ別に関してはその記事を参照。

### ガンシューティング
- THE HOUSE OF THE DEAD - アーケード（MODEL2）、セガサターン、Windows、携帯電話
  - THE HOUSE OF THE DEAD: Remake - Switch、XOne、XSX/XSS、PS4、PS5、Steam
- THE HOUSE OF THE DEAD 2 - アーケード（NAOMI）、ドリームキャスト、Windows、Xbox（『III』に収録）、Wii
- THE HOUSE OF THE DEAD III - アーケード（Chihiro）、Xbox、Windows、Wii、PS3
- THE HOUSE OF THE DEAD 4 - アーケード（LINDBERGH）、PS3
  - THE HOUSE OF THE DEAD 4 スペシャル - アーケード（LINDBERGH）、PS3
- 愛されるより愛シタイ 〜THE HOUSE OF THE DEAD EX〜 - アーケード（LINDBERGH）
- THE HOUSE OF THE DEAD OVER KILL - Wii
  - THE HOUSE OF THE DEAD OVER KILL Extended cut - PS3
- HOUSE OF THE DEAD SCARLET DAWN - アーケード（ALLS）[4]

### その他のゲーム作品
- ザ・タイピング・オブ・ザ・デッド - タイピングゲーム。主開発はCS1研（スマイルビット）が担当。
  - ザ・タイピング・オブ・ザ・デッド - アーケード（NAOMI）、ドリームキャスト、Windows、PS2、Mac OS X
  - ザ・タイピング・オブ・ザ・デッド 2 - Windows
  - The Typing of the Dead: Overkill - Steam
- ザ・ピンボール・オブ・ザ・デッド - ゲームボーイアドバンス用ピンボールゲーム。
- ゾンビ式 英語力蘇生術 ENGLISH OF THE DEAD - 英語トレーニングアクションゲーム。
- FLICK OF THE DEAD - フリック入力練習用アプリ。
- ザ・ハウス・オブ・ザ・デッド EX - IGT開発のゲーミング機（カジノ向けビデオスロット）。
  - 映像やグラフィックは『III』の流用。IGTジャパンとサミーの協力関係もあり、他にも忍などがビデオスロット化されている。
- ゾンビリベンジ - 外伝作品。『ダイナマイト刑事』の流れを汲む3Dベルトスクロールアクションゲーム。
  - 選択キャラクター3名の内2名がAMS所属エージェントであり[5]、また本作のステージ6が『1』のキュリアン邸となっている。

### 発売中止作品
- THE HOUSE OF THE DEAD 5（仮題） - 台本は完成していたが、筐体のコストが合わないことから発売中止となった[2]。

### 映画版
- ハウス・オブ・ザ・デッド (映画)
- ハウス・オブ・ザ・デッド2 (映画)

## 主な登場人物

### AMS
『III』と外伝作品『EX』を除いた作品でプレイヤーキャラクターが所属している国際諜報機関。組織名の意味は物語で判明しておらず不明。所属するエージェント（工作員）はアメリカ人が多く、『4』ではロンドン周辺にヨーロッパ支局を構えている事から米国系組織と推測される。
『III』ではすでに解体されているため、直接は登場していない。

#### 主人公
トーマス・ローガン
『1』1P側主人公で『III』序盤の1P側主人公。『1』時点で32歳のアメリカ人。『2』では複数あるエンディングの1つにのみ登場。
Agent "G"
『1』『III』では2P側主人公。『OVER KILL』『4SP』では1P側主人公。身元の一切が不明であり、謎の多い人物。
『2』『4』にはデモシーンのみの登場。
ジェームズ・テイラー
『2』『4』の1P側主人公。『2』時点で35歳のアメリカ人。『4』の最終場面に於いて死亡。『EX』でも『2』の姿で僅かに登場。
ゲーリー・スチュワート
『2』の2P側主人公。24歳のアメリカ人。『4』では『2』の回想シーンだけ登場。『EX』でもジェームズ共々僅かに登場。
ライアン・テイラー
『SD』の1P側主人公。ジェームズ・テイラーの弟。
ケイト・グリーン
『4』『4SP』『SD』の2P側主人公。アメリカ人女性。『EX』にも『4』『4SP』の姿で僅かに登場。

#### 協力者
名も無きエージェント達
『1』での冒頭の致命傷を負った研究員や、アーケード版の裏技や移植版で使用可能な「ローガン2」「G2」として間接的に登場。
キュリアン邸事件の直前に、研究員連続誘拐の調査でキュリアン邸に潜入、ボス「Chariot」の鎧の一部分を破壊していたが、何れも事件時に殉職している。
ハリー・ハリス
『2』に登場。40歳前後のアメリカ人。事件時は現地指揮を執り、エイミーと共に住民の避難指揮や、乗物の運転を担当した。
だが途中でゴールドマンの罠に嵌って重傷を負ってしまい、後から追いついたジェームズとゲーリーに事件解決を託した。
エイミー・クリスタル
『2』に登場。29歳のアメリカ人女性。事件時はAMS本部との連絡役や、ハリーと共に住民の避難指揮を担当した。
彼女もゴールドマンの罠に嵌る。自身は無事だったが、重傷のハリーを看病する為、ジェームズとゲーリーに事件解決を託した。

### AMS非所属の主人公
リサ・ローガン
『III』の1P側メイン主人公兼ヒロイン。トーマス・ローガンとソフィー・リチャーズの娘。
ダン・テイラー
『III』序盤の2P側主人公。トーマス・ローガンが率いる傭兵部隊の隊員。ジェームズとライアンと姓が同じだが、関連は不明。
トーマスと共にEFI研究所の目的の部屋に辿り着くが、その直後にDeathによる強烈な一撃を受け死亡。
ダニエル・キュリアン
ロイ・キュリアンの息子。『1』の時点で死亡していたと思われていたが実は生きており、『III』においてGの後を継いで2P側主人公を務める。
アイザック・ワシントン
『OVER KILL』の2P側主人公。黒人男性。本シリーズで唯一「警察」に所属するプレイヤーキャラクター。当初はGを快く思っていなかったが、ミュータントとの戦いの中で次第に友情が芽生える。
ゾビオ
『EX』の1P側主人公。キュリアン博士の館にある牢屋の看守をしていた。囚われたゾビコに同情して助け共に愛の逃避行をする。
ゾビコ
『EX』の2P側主人公兼ヒロイン。キュリアン博士が造り上げたゾンビ。ワガママが過ぎた為に、怒ったキュリアンに牢屋に閉じ込めらてしまう。ゾビオに助けられ共に愛の逃避行をする。

### 黒幕達（DBRコーポレーション）
ロイ・キュリアン（『1』-『SD』）
1998年に起こったキュリアン邸事件（『1』）の黒幕。48歳のアメリカ人。極度のマッドサイエンティストで、自らを蔑ろにした人類への復讐を企てた。
『1』終盤にて死亡するが、キュリアン邸事件の数年前、元来は末期の難病に冒され、昏睡状態にある息子ダニエル・キュリアンを助けたいと願う普通の人間だった。
『1』『2』では名前不詳だったが、『III』で「ロイ」だと判明。
キュリアン博士（キュリアンはかせ）（『EX』）
『EX』で登場した人物。『EX』が外伝で本編と一切繋がりがない事から完全な別人で登場。名前が「キュリアン博士」で名字しか判明せず、ゾンビ達の創造者として登場しており、外見や性格、設定も完全に異なっている。
カレッブ・ゴールドマン
身長195cm 2000年に起こったゴールドマン事件（『2』）の黒幕。40代後半のイギリス国籍のアメリカ人で英国大手企業「DBRコーポレーション」の最高責任者。
ロイ・キュリアンの影のスポンサーであり、『1』のラストボスMagicianのデータを書き換えた張本人。『2』終盤で自殺。『4』では回想と彼の部屋のパソコンに残された映像のみ登場。
『1』の攻略本である『オフィシャルガイド』や『2』移植版の追加オープニングで言及・登場している「謎の男」は下記のソーンハートではなく、ゴールドマンである。
ソーンハート / 謎の男（ミスティックマン）
「DBRコーポレーション」の会長。『III』『4』『4SP』の一部EDに登場。全ての事件の真の黒幕と思われるオールバックの男で、謎の男の正体。謎の男の名前が日本語では「なぞのおとこ」だが、公式では英語の「ミスティックマン」が正しい。『4SP』まで謎の男という名前だったが、『SD』で正体がソーンハートだと判明。怪我または関節の病気により、右足を引きずって歩いている。『SD』では左手で杖を突いている。
顔は白髪と皺の老人だと『4』で判明したが、それから16年後の『III』では黒髪となっており、顔も中年ほどまで若返っているようにも見える。『4SP』では後ろ姿のみ登場。『SD』では『III』の続編ではなく『4SP』の続編である為に『4SP』から更に歳を取った模様で『4』と比べ更に老顔になった。
『SD』の黒幕でキュリアンとゴールドマンとは先祖の代から関わっている事が『SD』で判明しており、3人で仲良く写真に写っている事から親友だった模様。しかしキュリアンは自分の最高傑作の1体Magicianのデータをゴールドマンに書き換えられる裏切に遭い『1』終盤でMagicianに裏切られ殺害され、ソーンハートはゴールドマンの思想を「甘い」と批判したり実際は利害関係が一致しただけで互いに利用し合う関係だった模様。キュリアンとゴールドマンが事件を起こした際は不治の病で既に死亡したと思われたが完治した模様。『SD』で館の最深部ステージでライアンとケイトの前で姿を現し、館の最深部ステージのボスで『SD』のラストボスMoonを放ち姿を消した。

## 他のゲームでの出演
- セガ スーパースターズ
- セガスーパースターズテニス
- ソニック&セガ オールスターズ レーシング
- ソニック&オールスターレーシング トランスフォームド
- サムライ&ドラゴンズ